# Отмица Монике Каримановић
Моника Каримановић (Суви До, 5. јун 2007) је девојчица из Сувог Дола, коју је у петак 20. децембра 2019. године, у раним јутарњим часовима на путу до школе, ОШ „Др Зоран Ђинђић”, у нишком приградском насељу Брзи Брод киднаповао Нинослав Јовановић, познатији као Малчански берберин, силоватељ и педофил који је више пута осуђиван за сексуалне деликте.
Пронађена је жива 29. децембра исте године у атару села Пасјача након успешне десетодневне акције полиције, војске, Безбедносно-информативне агенције (БИА), ловаца, али и великог броја грађана добровољаца. Отмичар Нинослав Јовановић, познатији као Малчански берберин, осуђен је на 11 година затвора због отмице и на казну доживотног затвора због кривичног дела силовања у продуженом трајању те му је Суд одредио јединствену казну доживотног затвора.

## Нестанак
Моника је 20. децембра 2019. у 7.20 часова кренула у школу која је од њене куће удаљена око један километар. На улазу у насеље Брзи Брод, камера на хотелу снимила ју је у 7.28, на пола пута до школе. На снимку са сигурносне камере могло се видети једно сумњиво возило. Девојчица је носила белу блузу, црну јакну, црне панталоне, сиви шал, ружичасте патике, односно ранац.
Према даљим сазнањима, непозната мушка особа јој се дан пре отмице јавила на улици, али она није реаговала, већ је само продужила даље.

## Потрага
За девојчицом је трагало преко 800 полицајаца, војника, ловаца, припадника Бије и грађана добровољаца.
Полиција је на почетку посумњала да би извршилац злочина могао бити Нинослав Јовановић (познатији као Малчански берберин), вишеструки, озлоглашени силоватељ повратник који је први пут осуђен 1996. на десет година затвора.
У понедељак, 23. децембра 2019, из ваздуха је примећено украдено возило (сиви „Пунто”) код Малчанског гробља. Директор полиције, Владимир Ребић, саопштио је да је на основу ДНК анализа потврђено да су у том возилу били отмичар Нинослав Јовановић и жртва. Сутрадан, 24. децембра 2019, у шуми близу Малче пронађен је девојчицин ранац.
Дана 25. децембра, у селу Орешац код Књажевца нађена је напуштена кућа коју је отмичар обио и у којој је преноћио с Моником. У кући су нађени трагови њене косе — ошишао је девојчицу (што је радио и претходним жртвама), флаша кока-коле и кекс. Истрага је 26. децембра сужена на четири села: Орешац, Подвис, Глоговац и Васиљ. У потрагу су, поред полицајаца из Ниша и Зајечара, били укључени и припадници Жандармерије, хеликоптери, екипе са псима трагачима, а користили су се и дронови и термовизијске камере. Претресане су куће, шупе, бунари и шуме.
У обијеној кући у селу Сврљишки Миљковац, 27. децембра, војска је пронашла нове трагове — два јастука, јорган, остатке хлеба и теглу с паприком.
Дана 28. децембра, претражене су Преконошка пећина и пруга Ниш—Зајечар, те села у Сврљигу, Књажевцу, Зајечару и око бугарске границе.

## Проналазак
Моника је пронађена жива 29. децембра 2019, десет дана од нестанка, око 16 ч. у атару села Пасјача.
Емил Живић кренуо је у обилазак викендице (чији је био власник) у истоименом селу са сином. Приметили су да су врата подрума и прозор на спрату били одшкринути, те да се завеса помера. Уплашен што је откривен, Јовановић је скочио кроз прозор и дао се у бег. Емилов син, Марко, препознао је да је то Нинослав и одмах је позвао полицију. Емил је потрчао за отмичарем низ брдо, али му је он побегао.
У једној од соба викендице пронашли су девојчицу. Гладна, измучена и ошишана, девојчица је прво пожелела да види мајку. Најпре је збринута у санитету Прве помоћи, а потом је упућена у Клинички центар Ниш.
Након првих гинеколошких прегледа у Клиничком центру, потврђено је да Малчански берберин није извршио обљубу над отетом девојчицом.